# Lythria sanguinaria
Lythria sanguinaria é uma espécie de insetos lepidópteros, mais especificamente de traças, pertencente à família Geometridae.
A autoridade científica da espécie é Philogène Auguste Joseph Duponchel, tendo sido descrita no ano de 1842.
Trata-se de uma espécie presente no território português.